# O Brasil não é um país sério

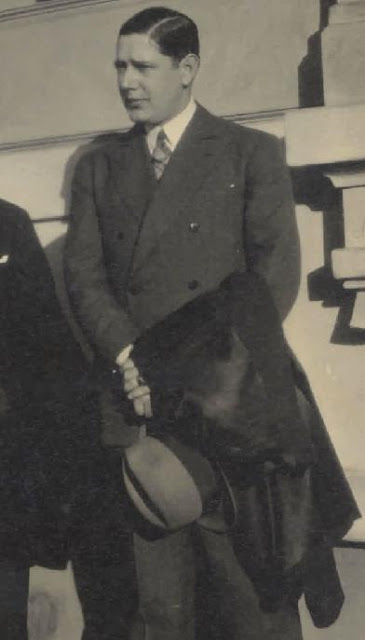
Carlos Alves de Souza Filho, autor da frase.

"O Brasil não é um país sério" dita originalmente "Edgar, le Brésil n'est pas pas un pays sérieux" é uma frase dita pelo diplomata brasileiro Carlos Alves de Souza Filho ao jornalista Luís Edgar de Andrade, à época correspondente do Jornal do Brasil em Paris, no contexto do incidente diplomático conhecido como Guerra da Lagosta.
A frase é geralmente atribuída erradamente ao ex-presidente francês Charles de Gaulle.

## História
Em 1979, o diplomata Carlos Alves de Souza Filho publicou um livro em que assume a autoria da frase, devido à percepção de Gaulle sobre o Brasil em período de contexto geopolítico turbulento, em que o país não fornecia maiores ameaças à França.

## Análises
Fernando Gabeira argumenta se foi mesmo De Gaulle que falou, que a derrota da França na Guerra Franco-Prussiana foi um forte golpe para o país, que viu a "seriedade" no ensino alemão e frivolidade dos franceses, em 1873, Alexandre Dumas escreveu: “já não se trata mais de ser espirituoso, leve, libertino, zombeteiro e alegremente inconsequente. A França deve agora haver-se com o ‘muito sério’. Caso contrario, sucumbira". O francês teria falado a frase nesse sentido.
Em 1997, o então presidente francês Jacques Chirac, durante uma conferência de imprensa em São Paulo, foi perguntado se considerava o Brasil um país sério, Chirac respondeu:

"(…) eu faço questão de asseverar que o general de Gaulle jamais disse isso e eu vo-lo digo oficialmente. Foi uma declaração que veio da Embaixada do Brasil em Paris. O general de Gaulle jamais disse isso por bons motivos. Primeiro porque o general de Gaulle tinha grande amor pela América Latina. Foi aqui recebido triunfalmente e era, além disso, um homem extremamente educado e cortês. É impensável que ele tenha dito uma coisa como essa. É uma invenção pura e simplesmente, cuja origem nós pudemos perfeitamente determinar, foi uma besteira.
Para mim, eu creio que o Brasil é um país extraordinariamente sério. Mas o sério pode ser entediante. O Brasil possui essa particularidade. É um país sério, que gere seus assuntos com seriedade, mas, para tanto, ele não perde nem seu entusiasmo, nem o seu charme e essa é provavelmente uma de suas grandes forças."

Para Daniel Buarque, a frase acabou reforçando o "complexo de vira-latas" do modo como geralmente é tratada, mas, como declarou Jarbas Passarinho, no artigo "A força da versão", de 2001, essa acabou se tornando "a ofensa de que nos orgulhamos". Essa ambiguidade pode destacar tanto o desleixo quanto a alegria do brasileiro dependendo da intenção e contexto.